# HD 44092
HD 44092，又名BD+29 1190，SAO 78259、HR 2272，是一颗恒星，视星等为6.43，位于銀經183.28，銀緯7.06，其B1900.0坐标为赤經6h 14m 48.9s，赤緯+29° 7.06′ 9″。